# Młodzianowo (powiat nowodworski)
Młodzianowo – wieś sołecka  w Polsce położona w województwie mazowieckim, w powiecie nowodworskim, w gminie Nasielsk.
W latach 1975–1998 miejscowość należała administracyjnie do województwa ciechanowskiego.